# Expansion Team
Expansion Team ist ein englischsprachiger Begriff aus dem Sport, eingedeutscht auch Expansionsteam und bezeichnet die Neugründung einer Mannschaft in den US-amerikanischen Profiligen in Verbindung mit dem Anschluss an das in der jeweiligen Liga (MLB, MLS, NBA, NFL, NHL, WNBA) existierende Franchise-System. Prinzipiell lässt sich der Begriff auch auf andere Ligen zum Beispiel in Europa oder Asien übertragen, wo er zunehmend auch Anwendung findet.
Gründe für eine Expansion sind die Erschließung neuer Wirtschaftsräume für das jeweilige Franchise und die Gewinnung einer neuen Fangruppe vor allem in noch nicht erschlossenen, dicht besiedelten Ballungsräumen oder Städten. Die Schaffung einer Konkurrenzsituation in Großstädten und die Vermarktung dieser bei Stadtduellen sind ebenso möglich, wie die Erzeugung einer Rivalität von Regionen bedingt durch die geographische Lage (Nord-Süd oder Ost-West).
Teilweise wurden auch Teams nach Umzügen von der Liga zum Expansion Team erklärt. Bekanntestes Beispiel ist der Umzug des NFL-Team der Cleveland Browns nach Baltimore. Die Baltimore Ravens wurden von der Liga zu einem neuen Team erklärt, damit in Cleveland ein Team unter dem alten Namen und der Vereinsgeschichte wieder erstehen konnte. In der Major League Soccer gab es denselben Sachverhalt beim Umzug der San José Earthquakes nach Houston.
Nachdem ein entsprechender Standort gefunden wurde und die finanziellen und organisatorischen Aspekte geklärt und geregelt sind, wird die neue Mannschaft mittels einer Expansion Draft gebildet und in die jeweilige Liga integriert.